# Bataille de Montijo
Pour les articles homonymes, voir Montijo.
Guerre de Restauration du Portugal
Batailles
- Montijo
- Elvas
- Estremoz
- Castelo Rodrigo
- Villaviciosa (Montes Claros)

La bataille de Montijo opposa les Espagnols commandés par Ghislain de Bryas, baron de Molinghem aux Portugais de Mathias de Albuquerque, en 1644.
C'est l'une des premières grandes batailles de la guerre de Restauration du Portugal, dont les débuts constituent l'un des épisodes de la période finale de la guerre de Trente Ans.
Elle est considérée par certains comme une victoire portugaise, mais d'autres historiens sont d'un avis différent, soulignant que ce sont les Portugais qui ont quitté le champ de bataille.

## Déroulement
Après avoir quitté Campo Maior, l'armée portugaise commandée par Matias d'Albuquerque, forte de 1 100 cavaliers, 6 000 fantassins et 6 pièces d'artillerie, s'avança en Estremadure, dans le but de livrer bataille. L'armée espagnole du Marquis de Torrecuso, composée de 1 700 cavaliers, 4 000 fantassins et 2 pièces d'artillerie, vint à sa rencontre. Les deux armées s'affrontèrent a Montijo, le 26 mai 1644.
Les Portugais disposèrent leurs forces sur une position élevée, les Espagnols en contrebas, les deux camps optant pour une disposition classique, infanterie au centre formée en tercios, artillerie en avant, et la cavalerie sur les ailes. Les Portugais renforcèrent la leur par 400 mousquetaires afin de compenser leur infériorité numérique.
La bataille commença vers 9 h du matin, par une violente charge des ailes de cavalerie espagnole, qui dispersèrent la cavalerie portugaise, puis ce fut l'assaut des tercios espagnols, qui firent d'abord reculer l'infanterie portugaise, parvenant même à rompre ses lignes ; toutefois celle-ci parvint à se regrouper puis à contre-attaquer. D'après certains historiens, lors d'un farouche corps à corps, les tercios espagnols, probablement mal soutenus par leur cavalerie, perdirent pied et l'armée espagnole se retira en désordre. Le combat prit fin vers 15h, laissant les Portugais maîtres du terrain. D'autres historiens affirment un retrait portugais, ce qui indique une issue indécise.
Les pertes portugaises sont de 900 à 3 000 hommes (tués, blessés et prisonniers), soit environ tout autant que celles des Espagnols.